# Eszter Salamon
Pour les articles homonymes, voir Salamon.
Eszter Salamon est une artiste, chorégraphe et danseuse d'origine hongroise. Elle vit et travaille entre Berlin, Paris et Bruxelles.       
Elle est lauréate de Evens Art Prize 2019.      

## Oeuvre
L'œuvre d'Eszter Salamon tourne autour de la chorégraphie, qu'elle utilise comme moyen de navigation entre les différents médias : vidéo, son, musique, texte, voix, mouvements corporels et actions.  
De formation classique, Eszter Salamon a présenté sa première pièce, What a Body You Have, Honey, en 2001.  
Depuis elle a créé des œuvres en solo et en groupe qui ont été présentées dans des théâtres et festivals du monde entier, tels que le Centre Pompidou (FR), Centre Pompidou Metz (FR), Festival d'Automne (FR), Festival d'Avignon (FR), Ruhrtriennale (DE), Hollande Festival (NL), The Kitchen New York (États-Unis), The Place London ( Royaume-Uni), HAU Hebbel-am-Ufer Berlin (DE), Documentary Forum de Berlin (DE), Kunstenfestivaldesarts (BE), Kaaitheater (BE), Tanzquartier Wien (AT), Kampnagel Hamburg (DE), Steirischer Herbst (AT), Festival international de Manchester (Royaume-Uni), Nanterre-Amandiers (FR), FTA Montréal (CA), Dance Triennale Tokyo (JP), TheatreWorks Singapour (SG), Panorama Festival Rio de Janeiro (BR), Movimiento Sur Valparaiso (CL). 
Elle est fréquemment invitée à présenter ses travaux dans des musées, notamment au MoMA (États-Unis), à Witte de With (NL), à la Fondation Cartier (FR), à la Fondation Serralves (PT), au Museum der Moderne Salzburg (AT), à l'Akademie der Künste Berlin (DE ), Moderna Galerija Ljubjana (SI), Villa Empain - Fondation Boghossian (BE), ING Art Center (BE), KINDL Berlin (DE), mumok Vienna(AT). 
Son exposition Eszter Salamon 1949 a été présentée en 2014 au Jeu de Paume à Paris (FR), dans le cadre du programmation « Satellite » invitée par la commissaire d'exposition indépendante, Nataša Petrešin-Bachelez.
Dans ses premiers travaux, l'activation de l'expérience cognitive a mis en question la perception visuelle, la kinesthésie, la sensation et les concepts d'identité par ce qu'elle appelle la « mise en scène de la sensation » et la « performativité du genre ». 
Depuis 2005, son intérêt pour l'autobiographie documentaire et féminine a donné lieu à une multitude de formats, comme une conférence revisitant son expérience des danses traditionnelles hongroises et donnant un aperçu de l'historicité de son corps, une vidéo-performance réalisée avec ses homonymes, ainsi qu'un monodrame mettant l'accent sur l'histoire de la vie d'une des Eszter Salamon. Souvent dans son travail, la voix et le son sont des éléments clés pour créer des relations avec les spectateurs.trices. 
Elle travaille en étroite collaboration avec le compositeur Terre Thaemlitz et crée une pièce en solo en utilisant une conférence de John Cage. Son exploration de la spéculation et de la fiction a donné naissance à Tales of the bodiless, un opéra futuriste sans interprète, qui a imaginé des modes d'existence après la disparition des humains. En 2014, elle a commencé à travailler sur une série de pièces explorant à la fois la notion de monument et la pratique spéculative d’écriture de l'histoire.

Eszter Salamon développe souvent ses œuvres en étroite collaboration avec des artistes, compositeurs, dramaturges tels que Boglàrka Börcsök, Bojana Cvejić, Cédric Dambrain, Sylvie Garot, Arantxa Martinez, Christine De Smedt, Terre Thaemlitz, Minze Tummescheit, Ana Vujanovic et Christophe Wavelet.
En 2019, elle est artiste-en-résidence à Nanterre-Amandiers. Entre 2015 et 2017, elle est artiste-en-résidence au CND, Pantin. En 2004, elle reçoit la bourse Villa Medicis Hors les Murs, et elle est artiste-en-résidence à Podewil Berlin.

Outre son travail chorégraphique, Eszter Salamon s'engage dans la recherche. En 2008, elle a participé à 6Month1Location, un projet de recherche artistique au CCN de Montpellier. En 2009, avec le même groupe d'artistes, elle a co-organisé le festival In-Presentable09, à Madrid. En 2009, Eszter Salamon a développé Transformers, un projet de recherche pour une chorégraphie de groupe à travers des ateliers et des résidences d'artistes à Bruxelles, Madrid, PAF-St. Erme, Mexico City, Vienne, Tokyo et Stockholm.

Son travail dans le théâtre musical comprend l'assistance à la mise en scène de l'opéra Theater der Wiederholungen (2003) de Bernhard Lang, au Festival Steirischer Herbst de Graz et la mise en scène de la musique de Karim Haddad pour le projet Seven attempted escapes from Silence (2005) au Staatsoper Unter den Linden, Berlin.

## Créations
- What a Body You Have, Honey, 2001
- Giszelle, 2001
- Reproduction, 2004
- Magyar Táncok, 2005
- Nvsbl, 2006
- And then, 2007
- Without You I Am Nothing, 2007
- Dance #1 / Driftworks, 2008
- Voice Over, 2009
- Dance for Nothing, 2010
- Tales of the bodiless, 2011
- Dance #2, 2012
- Mélodrame, 2012
- Monument 0 : Hanté par la guerre (1913-2013), 2014
- Eszter Salamon 1949, 2014
- Monument 0.1 : Valda & Gus, 2015
- Wars & Dances, 2016
- Monument 0.2 : Valda & Gus at Akademie der Künste, 2016
- Monument 0.3 : The Valeska Gert Museum, 2017
- Monument 0.4 : Lores & Praxes (rituels de transformations), 2017
- Monument 0.5 : The Valeska Gert Monument, 2017
- Monument 0.7 : M/others, 2019
- Monument 0.10 : The Living Monument, 2023